# Матяш, Дмитрий Николаевич
Дмитрий Николаевич Матяш (бел. Дзмітрый Мікалаевіч Мацяш; род. 3 июня 2000, Пески, Брестская область) — белорусский футболист, нападающий дзержинского «Арсенала». Выступает на правах аренды в пинской «Волна».

## Карьера

### «Арсенал» Дзержинск

#### Начало карьеры
Воспитанник футбольной академии борисовского БАТЭ. В 2018 году футболист стал выступать за дублирующий состав клуба. В феврале 2020 года футболист на правах арендного соглашения присоединился к дзержинскому «Арсеналу», соглашение с которым рассчитано до конца сезона. Дебютировал за клуб футболист 18 апреля 2020 года в матче против клуба «Ошмяны-БГУФК», выйдя на замену на 71 минуте. Дебютным забитым голом за клуб футболист отличился 31 мая 2020 года в матче против новополоцкого «Нафтана». Своим первым забитым дублем за клуб футболист отличился 24 июня 2020 года в матче против гомельского «Локомотива». В октябре 2020 года футболист был выкуплен дзержинским клубом на полноценной основе. По итогу дебютного сезона футболист вместе с клубом завершили чемпионат на итоговом четвёртом месте. На протяжении сезона футболист выступал за клуб преимущественно в роли игрока замены, успев отличиться 5 забитыми голами и 2 результативными передачами во всех турнирах.

#### Сезон 2021
В феврале 2021 года футболист перешёл в брестский «Рух», однако на правах арендного соглашения остался в дзержинском клубе ещё на сезон. Новый сезон футболист начал с четвертьфинального матча Кубке Беларуси против жодинского «Торпедо-БелАЗ», выйдя на замену на 80 минуте. Первый матч в чемпионате футболист сыграл 18 апреля 2021 года против петриковского «Шахтёра», выйдя на поле в стартовом составе. Первым в сезоне забитым голом футболист отличился 2 мая 2021 года в матче против «Орши». Своим первым забитым дублем в сезоне футболист отличился 26 сентября 2021 года в матче против гомельского «Локомотива» В следующем матче 3 октября 2021 года против «Орши» футболист отличился очередным забитым дублем. По итогу сезона футболист вместе с клубом досрочно стал победителем чемпионата. На протяжении сезона футболист выступал за клуб в роли одного из основных игроков, отличившись 8 забитыми голами и 2 результативными передачами.

#### Сезон 2022
В феврале 2022 года дзержинский клуб продлил арендное соглашение с футболистом ещё на сезон. Новый сезон футболист начинал на скамейке запасных. Первый матч в новом сезоне футболист сыграл 1 мая 2022 года против брестского «Динамо», выйдя на замену на 80 минуте. Однако в скором времени брестский «Рух» прекратил своё существование, а футболист на правах свободного агента присоединился к дзержинскому «Арсеналу». Однако в скором времени брестский «Рух» прекратил своё существование, а футболист в мае 2022 года на правах свободного агента присоединился к дзержинскому «Арсеналу». Своим первым в сезоне забитым голом за клуб футболист отличился 23 июня 2022 года в матче Кубка Беларуси против «Лиды». Своим первым забитым голом в чемпионате футболист отличился 26 июня 2022 года в матче против мозырской «Славии». По итогу сезон футболист вместе с клубом завершили чемпионат в зоне стыковых матчей за сохранение прописки в элитном дивизионе. По итогу стыковых матчей дзержинский клуб уступил рогачёвскому «Макслайну», тем самым выбыл в Первую лигу. Всего за сезон футболист отличился 3 забитыми голами во всех турнирах.

#### Сезон 2023
В январе 2023 года футболист начинал подготовку к новому сезону с основной командой дзержинского клуба . В марте 2023 года футболист продлил контракт с клубом ещё на сезон. Первый матч в новом сезоне футболист сыграл 2 апреля 2023 года против петриковского «Шахтёра», выйдя на поле в стартовом составе и отличившись своими первыми в сезоне забитыми голами, оформив дубль. В своих первых 3 матчах футболист успел отличиться 4 забитыми голами и результативной передачей. По итогу сезона футболист вместе с клубом досрочно стал победителем чемпионата, снова завоевал себе право на участие в Высшей лиге. На протяжении сезона футболист выступал за клуб в роли одного из основных игроков клуба, часть матчей пропустив из-за различных травм, успев отличиться 7 забитыми голами и 2 результативными передачами. 

#### Сезон 2024
В марте 2024 года дзержинский «Арсенал» продлил контракт с футболистом, который на тот момент являлся военнослужащим срочной службы, получив на это разрешение от командира части. Новый сезон футболист начал с матча 17 марта 2024 года против жодинского «Торпедо-БелАЗ», выйдя на замену в начале второго тайма. Первым в сезоне забитым голом за клуб футболист отличился 31 августа 2024 года в матче против солигорского «Шахтёра». По итогу сезона футболист вместе с клубом завершил чемпионат на итоговом десятом месте, впервые за историю клуба сохранив прописку в элитном дивизионе. На протяжении сезона футболист выступал за клуб преимущественно в роли игрока замены, успев отличиться единственными забитым голом и результативной передачей.

#### Аренда в «Волну» Пинск
Новый сезон футболист начал 16 марта 2025 года с матча против брестского «Динамо», выйдя на замену на 88 минуте. В конце марта 2025 года футболист на правах арендного соглашения присоединился к пинской «Волне», соглашение с которой рассчитано до конца сезона. Дебютировал за клуб футболист 28 марта 2025 года в матче против «Лиды», выйдя на поле в стартовом составе, отличившись также своей дебютной результативной передачей. Своим дебютным забитым голом за клуб футболист отличился 13 апреля 2025 года в матче против клуба «Слоним-2017». Первым забитым хет-триком за клуб футболист отличился 29 июня 2025 года в матче против «Гомеля-2».

## Международная карьера
Выступал в юношеских сборных Беларуси 17, 18 и 19 лет.

## Достижения
«Арсенал» Дзержинск
- Победитель Первой лиги (2): 2021, 2023